# 写本

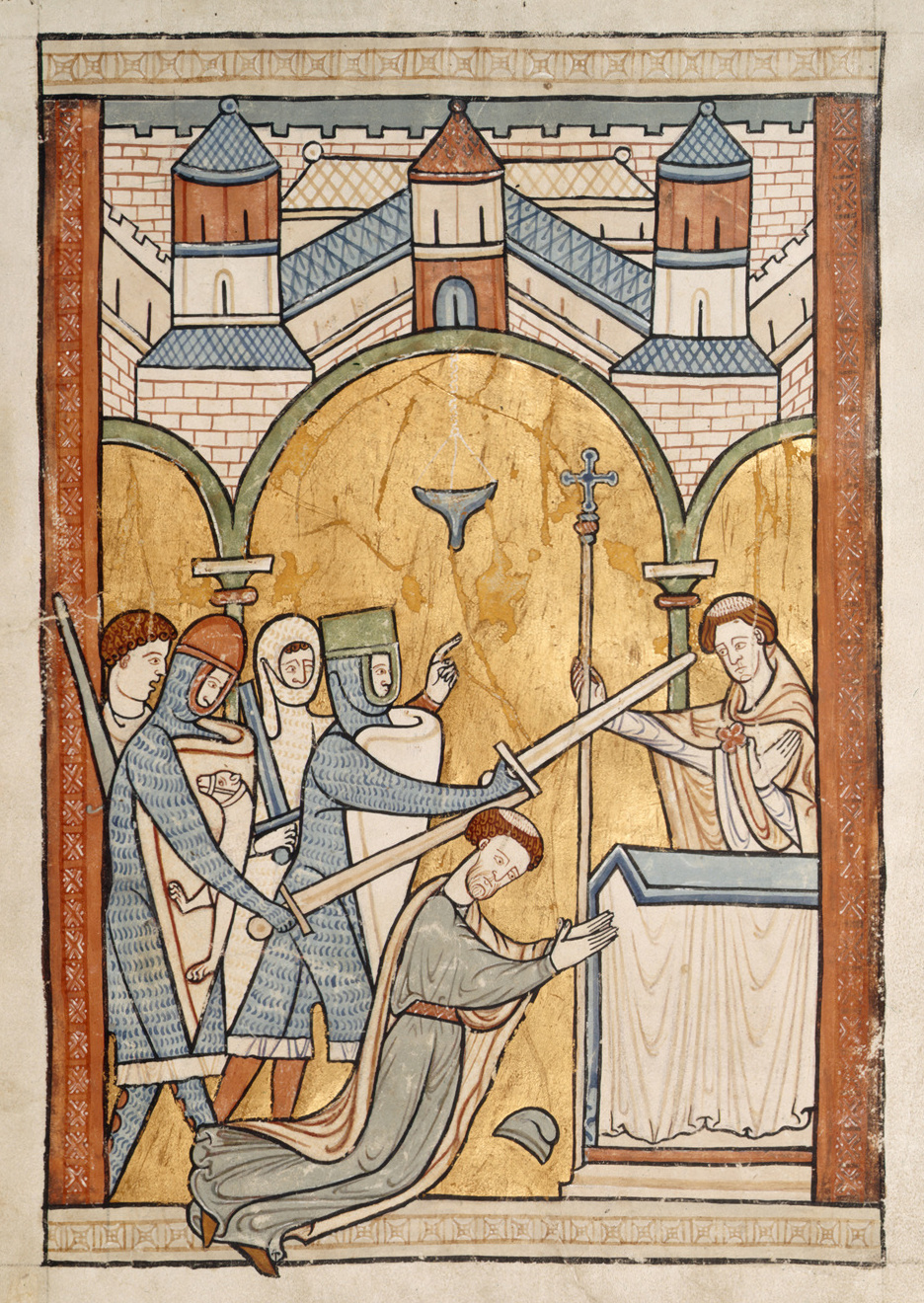
13世紀ヨーロッパの彩色写本。カンタベリー大聖堂における大司教トマス・ベケットを描いた最初期の作例。

写本（しゃほん、英語: manuscript）とは、手書きで複製された本や文書、またはその行為そのものを指して示す用語。原本（オリジナル）である正本（しょうほん、せいほん）と対応させて、それを書き写した書写本であることを強調する用語として使われることもある。謄本ともいう。

## 概要
写本は略語、短縮形としてMSS、またはmssを使用することができる。洋の東西を問わず、広く木版印刷や活版印刷術が普及する以前、本は筆写するものであった。中世ヨーロッパにおいて写本はキリスト教の修道院を中心に行われ、スクライブまたは写字生と呼ばれた人たちによって組織的に作られた。その当時の写本の中にはしばしば壮麗な挿絵がつけられ（挿図参照）、美術品としても価値を見出されるものも存在する。
中国の北宋代以降、日本では、仏典の木版印刷が用いられはじめたが、修行の一環としての写経は依然として行われ、それは今日においても引き継がれている。一般の本は写本により伝えられた。
写本では、筆写の過程でしばしば誤読、誤字脱字、付け加えなどが生じやすい。これらは原典を正確に伝承するという意味では瑕となるが、一方で写本がどのように伝わっていったかを系統立てて考察し、その背景にある文化的特性を検証する素材ともなる。

## ヨーロッパの写本
- Copiste - 本のコピー（写本）を作る職人
- Rubrication（英語版） - 写本装飾家（ルプリカトーレ）が赤い文字や装飾などを行う。
- Correttori - 校正家
- Miniatori - ミニアチュール（挿絵）師
- Alluminatori - 金装飾
- Legatori - 製本業者
- Pecia system（ペシア・システム） - ペシアとは分冊の意である。大学の学生たちが教授の書いた本の分冊を製本業者から順番に有料貸出しさせてもらい、一冊の完全な写本を作るシステムのことである。

### 古代ギリシャ
アレクサンドリア図書館
紀元前3世紀に創設されたアレクサンドリア図書館では組織的な文献収集、写本作成が行われていた。写本はスクライブがパピルスに書いたもので、蔵書数は70万巻ともいわれるが、争乱や略奪のため散逸してしまった。当時の書物の一部には、後世に写本されて残されたものもある。（例：『気体装置（Pneumatika）』。ヘロンの著書を16世紀〈1583年〉に筆写したもの、ローマ国立図書館蔵）

### ユダヤ教・初期キリスト教

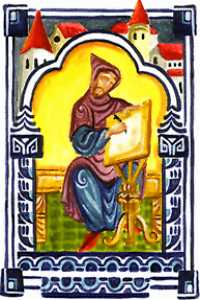
写本室の中の修道僧

死海写本（死海文書とも）
20世紀になって死海のほとりの崖で発見された古代ユダヤ教の文献（旧約聖書など）。多くはヘブライ語で羊皮紙などに書かれた巻物である。

オクシリンコス・パピルス
エジプトの遺跡から発掘された古代の記録。プラトンや新約聖書外典関係の資料が含まれていた。
ナグ・ハマディ文書
エジプトで発見された。グノーシス主義の文献が主である。
新約聖書のギリシア語写本

新約聖書の写本はパピルス・大文字写本・小文字写本に分類される。
パピルスはその名のとおりパピルスに筆写されたもので、2世紀頃からのものが現存する。最も古い写本層に属し、本文の古い形を知る上で極めて重要であるが、大きなものでも25センチメートル×20センチメートル程度の断片である。チェスター・ビーティ・パピルスなどが知られる。

大文字写本は、羊皮紙に大文字（ギリシア語）で写したもの。4世紀以降のもので、新約聖書の大部分を一冊の本にしたものも現存する。シナイ写本やバチカン図書館所蔵のバチカン写本、大英博物館所蔵のアレクサンドリア写本などで知られている。
小文字写本は、羊皮紙に小文字（ギリシア語）で写したもの。小文字成立後のものであり、聖書学上の重要性はいささか劣る。現存するギリシア語写本の多くは小活字である。

### 中世キリスト教文化
装飾写本（彩飾写本）
中世においては、写本に文字だけでなくしばしば優美な装飾画が描かれた。その中には特別注文で芸術品としても鑑賞できるものが作られ、非常に高価なものであった。現在では切り離されて1枚毎に美術品として扱われているものも見られる。写本における挿絵（細密画）をミニアチュールと言うが、この名前は使用される顔料、ミニウム（朱、鉛丹）からとられたものである。そして、テンペラ技法を使って描かれていた。
ケルトの写本
近年、ケルト文化・美術が関心を集めているが、8-9世紀の「ケルズの書」（四福音書の写本）などはケルト三大写本といわれている。抽象的な装飾が主である。

都市の写本工房
写本は修道院で多く行われていたが、12世紀以降、各地に大学が発達してゆくと、注文で請け負って写本を作る工房が成立した。
ベリー公のいとも豪華なる時祷書
装飾写本中、特に有名なものはフランスで制作された「ベリー公のいとも豪華なる時祷書」である（中央公論社から『ベリー侯の豪華時祷書』として大型本で刊行）。多くの写本を集めたベリー公ジャン1世（1340年-1416年）の依頼で15世紀始めに制作が始まったが、ベリー公がペストで死去したため一時中断し、15世紀の終わりに完成した。シャンティイー城図書館に所蔵されている。

### ルネサンス以降
ルネサンスの時代になり活版印刷が行われるようになってからも、都市の工房では装飾をほどこした写本が作られ、高値で取引されている。

## 西アジア・南アジアの写本

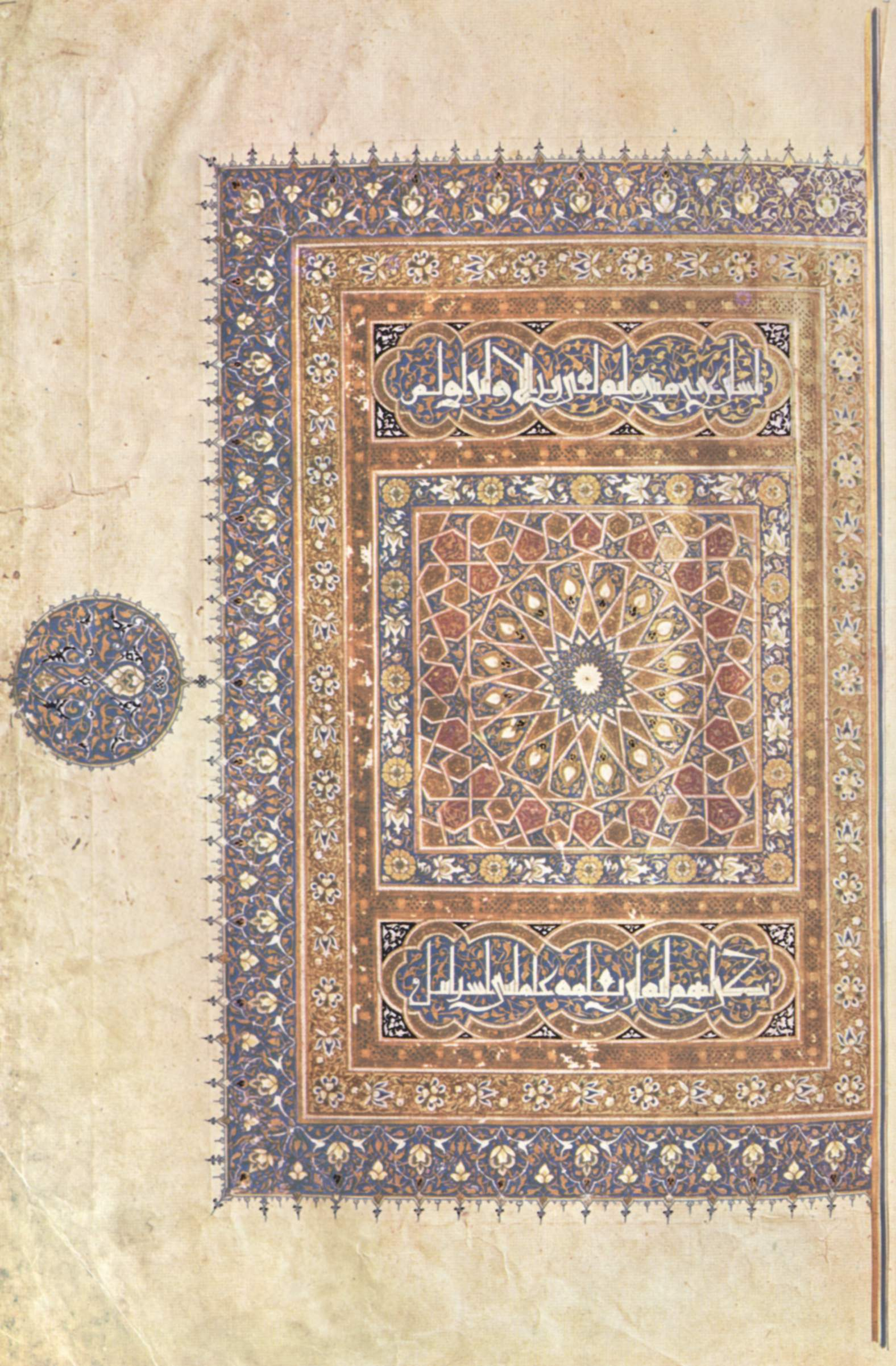
「アルグン・シャーのための『クルアーン』」装飾ページ。1368-88年頃、マムルーク朝

### クルアーン写本の始まり
西アジアでは、イスラームをきっかけとして写本文化が栄えた。それまでは口頭で伝えられていたクルアーンの全文を書き写し、650年（ヒジュラ暦30年）、第3代正統カリフのウスマーンの時代にクルアーン写本が完成した。この写本を基準として正典化事業が行われ、クルアーンの音読と書き方が定められ、基準に合わなかったものは廃止された。このためムハンマドの弟子が持っていた章句や配列が異なるバージョンや、方言の地域的バリエーションなどは廃止された。

### 写本・翻訳の普及
ウスマーン治世下の7世紀からアッバース朝の9世紀初頭までの写本が似ており、書体はヒジャーズ体かクーフィー体である。現存のクルアーンは9世紀から10世紀にクーフィー体が確立されてからのものであり、のちにナスフ体が使われるようになる。当初は朗誦のための写本という面が強かったが、次第にカリグラフィーが発展し、書物としての視覚的な紙面になっていった。
アッバース朝の首都バグダードでは大量の写本や翻訳が作られ、あわせて学問や文芸が活発になった。ワッラークと呼ばれる筆写・校正・製本・販売などを行う職人も現れ、クルアーン以外のさまざまな写本が作られた。書籍商だったイブン・ナディームの目録である『フィフリスト』では、当時どのような写本が流通していたかを確認できる。
写本製作はイスラーム世界の各地に拡がり、イベリア半島のアンダルスのウマイヤ朝では、首都コルドバで常時170人の女性書家がクルアーンを筆写した。科学分野においては、ギリシャの文献が翻訳されて写本が作られ、数学、天文学、占星術、気象学、光学、動物学、植物学、農学、鉱物学、医学、薬学、哲学、音楽などが継承された。このため、ギリシャ語では失われてしまった文献が、アラビア語で現存している場合もある。

### 写本芸術の完成
製本ではビザンツ帝国のシリアやエジプトの技術を取り入れて冊子体の書物を作り、現在の書籍の原型にもなった。写本は芸術品として王宮内の図書館の工房で製作され、芸術的なアラビア文字の書家の他に挿絵画家、装飾家、製本家が分業で作業した。手書き写本の製本技術は15世紀のティムール朝の首都ヘラートで頂点を迎え、こうしたイスラーム世界の製紙や製本は、アンダルス時代のスペインや、イタリアの都市国家を経由してヨーロッパへと伝わった。
写本の挿絵には、タズヒーブ（Tazhib）と呼ばれる文様絵画で装飾がされた。イスラーム美術においては、特にクルアーンにおいて偶像崇拝の禁止と生物描写の回避が求められるため、タズヒーブの技法が発達した。文芸や歴史・地理の写本が増えるにつれて、タズヒーブに加えて物語を表現するための挿絵も描かれた。また、ジャドヴァルと呼ばれるページ枠によって見出しや本文が美的に区分されるようにもなった。こうしてタズヒーブを描く文様絵師、具象を描く絵師、枠取り師、装丁師による総合芸術として写本が製作された。
ティムール朝の芸術的な写本は、のちのサファヴィー朝、ムガル朝、オスマン朝にも影響を与えた。写本の書家や挿絵画家は宮廷芸術家として活躍してゆくが、製本家は職人でありその活動を伝える史料が少ない。写本製作が家内工業として確立したシーラーズでは、家庭内の家族がそれぞれ書家、挿絵画家、装飾家、製本家を分担しており本を製作できたといわれる。

## 中国の写本
敦煌写本
中国の敦煌莫高窟の蔵経洞で発見された、六朝から宋代にかけての、仏典などの資料である。
徽州文書
中国の徽州に属する歙県・休寧県・祁門県・黟県・績渓県・婺源県で発見された、宋代から清代にかけての、民間の契約文書類の資料である。

## 日本の写本
日本においても古文書や記録資料、編纂資料などは多くが写本として伝来し、原本のほか写本が存在するものや、原本が伝存せず作成時期の異なる複数の写本が伝存しているケースなど、さまざまなものがある。なお、写本の作成に際して用いられた原本を「底本」と呼び、底本は必ずしも成立当初の原本ではなく写本であることも多い。
また、写本には作成者や年紀、作成意図などを記した奥書や印判などが付されている場合も多く、これらも歴史資料として重視される。記録・編纂資料などにおいて製作時期や場所の異なる複数の写本を相互に検討し異動を確認することを校合といい、さらに資料の形態や料紙・状態、筆跡や言語的特徴など諸要素を含めて資料の系統的関係を検討し、成立時期の新旧や、より原本に近く忠実な写本（最善本）を特定し研究などにおいて活用される。
また、一例として中世に和歌による鎮魂を意図する呪術的意味合いで作成された職人歌合が、近世期に伝存する写本においては純粋な学芸的関心から詳細な補注が施された写本が作成されるなど、各資料の異動部分には時代的特徴や作成の意図が反映されていることがあり、写本を相互に校合することで検討することができる。また、文書においては発給時期に控えとして作成、あるいは後代に伝存させるために写本が作成されることがある。
法華義疏
御物。日本最古の写本と言われる。三経義疏の一つで法華経に注釈を加えた書。推敲の跡が見られるため写本ではなく聖徳太子の真筆だという説が学会では一般的であるが、伝来履歴や仏教用語の単純な写し間違いが見られるため写本だとする意見も唱えられている。

### 古典の写本
古事記
室町時代の真福寺本（1371年）が最古である。（国宝）
日本書紀
9世紀の写本が最古で奈良国立博物館蔵。（国宝）
万葉集
平安時代中期の桂本が最古級で、金泥・銀泥をほどこした優美なものである。20巻揃いのものでは鎌倉時代後期の西本願寺本が最古という。
古今和歌集
平安時代中期の高野切が最古という。
源氏物語
藤原定家による写本を基礎とした『青表紙本』系統と源光行・親行親子による『河内本』系統が存在する。この二つ以外の写本は『別本』と呼ばれる。
枕草子
三巻本、能因本、堺本、前田本という、共通する本文を多く含みながらも大幅に異なった形態を持つ系統の写本があり、どの系統が原本に近いのか諸説ある。
定家本
藤原定家は、晩年に数多くの写本を行ったが、定家本と呼ばれ、高い評価を受けている。ただ転写するのでなく、解釈を加えて意味がとおるように本文を整定し、証本として作製されているため、他の写本より意味がわかりやすいものになっている。一般の写本との違いは、紀貫之の土佐日記において、そのまま書写された藤原為家の写本との比較で知ることができる。
平家納経
平清盛が厳島神社に奉納した法華経などの経巻で、優れた装飾経としても有名。国宝。

### 近世以降
出版時代とも言われる江戸時代になると、木版印刷による商業出版が本格化し、黄表紙のような娯楽書も刊行されるようになるが、もとよりコピー機などもない時代であり、なおも写本で伝えられる本の数は多かった。
浮世絵類考
今日、浮世絵の基礎文献として知られる本だが、大田南畝が始めに書いて写本で伝えられ、その間に山東京伝、式亭三馬らによる多くの加筆が行われた。刊行されたのは1890年（明治23年）になってからである。

#### 福沢諭吉のエピソード
『福翁自伝』には幕末の適塾でオランダ語を学んでいた頃の写本についてのエピソードが書かれている。テキストは1冊のみで塾生がすべて書き写さなければならない。辞書（ヅーフ・ハルマ）も写本が1冊あるのみで大勢で使う。大名からヅーフ・ハルマの写本の依頼が来ることがあり、塾生のいいアルバイトになっていた等。

## 拡大写本
印刷技術の発達した現代でも写本は作られている。その一つは弱視者のために作られる「拡大写本」である。特に通常の教科書では学習困難な児童・生徒のために、ボランティアが手書きで（あるいはワープロで）文字や図表を大きく書いて作る。一人一人の視力に応じて作るのが望ましいとされ、一品生産になる。